# ATC (S01)
Jest to część klasyfikacji anatomiczno-terapeutyczno-chemicznej:
- S – Narządy wzroku i słuchu
  - S 01 – Leki oftalmologiczne
  - S 02 – Leki otologiczne
  - S 03 – Leki oftalmologiczne i otologiczne

Obejmuje ona leki oftalmologiczne:

## S 01 A – Leki stosowane w zakażeniach oczu
- S 01 AA – Antybiotyki
  - S 01 AA 01 – chloramfenikol
  - S 01 AA 02 – chlorotetracyklina
  - S 01 AA 03 – neomycyna
  - S 01 AA 04 – oksytetracyklina
  - S 01 AA 05 – tyrotrycyna
  - S 01 AA 07 – framycetyna
  - S 01 AA 09 – tetracyklina
  - S 01 AA 10 – natamycyna
  - S 01 AA 11 – gentamycyna
  - S 01 AA 12 – tobramycyna
  - S 01 AA 13 – kwas fusydynowy
  - S 01 AA 14 – benzylopenicylina
  - S 01 AA 15 – dihydrostreptomycyna
  - S 01 AA 16 – ryfamycyna
  - S 01 AA 17 – erytromycyna
  - S 01 AA 18 – polimyksyna B
  - S 01 AA 19 – ampicylina
  - S 01 AA 20 – antybiotyki w połączeniach z innymi lekami
  - S 01 AA 21 – amikacyna
  - S 01 AA 22 – mikronomycyna
  - S 01 AA 23 – netylmycyna
  - S 01 AA 24 – kanamycyna
  - S 01 AA 25 – azydamfenikol
  - S 01 AA 26 – azytromycyna
  - S 01 AA 27 – cefuroksym
  - S 01 AA 28 – wankomycyna
  - S 01 AA 29 – dibekacyna
  - S 01 AA 30 – połączenia różnych antybiotyków
  - S 01 AA 31 – cefmenoksym
  - S 01 AA 32 – bacytracyna
- S 01 AB – Sulfonamidy
  - S 01 AB 01 – sulfametizol
  - S 01 AB 02 – sulfafurazol
  - S 01 AB 03 – sulfadikramid
  - S 01 AB 04 – sulfacetamid
  - S 01 AB 05 – sulfafenazol
- S 01 AD – Preparaty przeciwwirusowe
  - S 01 AD 01 – idoksurydyna
  - S 01 AD 02 – triflurydyna
  - S 01 AD 03 – acyklowir
  - S 01 AD 05 – interferon
  - S 01 AD 06 – widarabina
  - S 01 AD 07 – famcyklowir
  - S 01 AD 08 – fomiwirsen
  - S 01 AD 09 – gancyklowir
- S 01 AE – Fluorochinolony
  - S 01 AE 01 – ofloksacyna
  - S 01 AE 02 – norfloksacyna
  - S 01 AE 03 – cyprofloksacyna
  - S 01 AE 04 – lomefloksacyna
  - S 01 AE 05 – lewofloksacyna
  - S 01 AE 06 – gatyfloksacyna
  - S 01 AE 07 – moksyfloksacyna
  - S 01 AE 08 – bezyfloksacyna
  - S 01 AE 09 – tosufloksacyna
- S 01 AX – Inne
  - S 01 AX 01 – preparaty rtęci
  - S 01 AX 02 – preparaty srebra
  - S 01 AX 03 – preparaty cynku
  - S 01 AX 04 – nitrofural
  - S 01 AX 05 – bibrokatol
  - S 01 AX 06 – rezorcyna
  - S 01 AX 07 – boran sodu
  - S 01 AX 08 – heksamidyna
  - S 01 AX 09 – chloroheksydyna
  - S 01 AX 10 – propionian sodu
  - S 01 AX 14 – dibromopropamidyna
  - S 01 AX 15 – propamidyna
  - S 01 AX 16 – pikloksydyna
  - S 01 AX 18 – jodopowidon
  - S 01 AX 24 – poliheksanid

## S 01 B – Leki przeciwzapalne
- S 01 BA – Kortykosteroidy
  - S 01 BA 01 – deksametazon
  - S 01 BA 02 – kortyzol
  - S 01 BA 03 – kortyzon
  - S 01 BA 04 – prednizolon
  - S 01 BA 05 – triamcynolon
  - S 01 BA 06 – betametazon
  - S 01 BA 07 – fluorometolon
  - S 01 BA 08 – medryzon
  - S 01 BA 09 – klobetazon
  - S 01 BA 10 – alklometazon
  - S 01 BA 11 – dezonid
  - S 01 BA 12 – formokortal
  - S 01 BA 13 – rymeksolon
  - S 01 BA 14 – loteprednol
  - S 01 BA 15 – acetonid fluocynolonu
  - S 01 BA 16 – difluprednat
- S 01 BB – Kortykosteroidy w połączeniach z lekami rozszerzającymi źrenice
  - S 01 BB 01 – kortyzol w połączeniach z lekami rozszerzającymi źrenice
  - S 01 BB 02 – prednizolon w połączeniach z lekami rozszerzającymi źrenice
  - S 01 BB 03 – fluorometolon w połączeniach z lekami rozszerzającymi źrenice
  - S 01 BB 04 – betametazon w połączeniach z lekami rozszerzającymi źrenice
- S 01 BC – Niesteroidowe leki przeciwzapalne
  - S 01 BC 01 – indometacyna
  - S 01 BC 02 – oksyfenbutazon
  - S 01 BC 03 – diklofenak
  - S 01 BC 04 – flurbiprofen
  - S 01 BC 05 – ketorolak
  - S 01 BC 06 – piroksykam
  - S 01 BC 07 – bendazak
  - S 01 BC 08 – kwas salicylowy
  - S 01 BC 09 – pranoprofen
  - S 01 BC 10 – nepafenak
  - S 01 BC 11 – bromfenak

## S 01 C – Połączenia leków przeciwzapalnych z przeciwinfekcyjnymi
- S 01 CA – Połączenia kortykosteroidów z lekami przeciwinfekcyjnymi
  - S 01 CA 01 – deksametazon w połączeniach z lekami przeciwinfekcyjnymi
  - S 01 CA 02 – prednizolon w połączeniach z lekami przeciwinfekcyjnymi
  - S 01 CA 03 – kortyzol w połączeniach z lekami przeciwinfekcyjnymi
  - S 01 CA 04 – fluokortolon w połączeniach z lekami przeciwinfekcyjnymi
  - S 01 CA 05 – betametazon w połączeniach z lekami przeciwinfekcyjnymi
  - S 01 CA 06 – fludrokortyzon w połączeniach z lekami przeciwinfekcyjnymi
  - S 01 CA 07 – fluorometolon w połączeniach z lekami przeciwinfekcyjnymi
  - S 01 CA 08 – metyloprednizolon w połączeniach z lekami przeciwinfekcyjnymi
  - S 01 CA 09 – chloroprednizolon w połączeniach z lekami przeciwinfekcyjnymi
  - S 01 CA 10 – acetonid fluocynolonu w połączeniach z lekami przeciwinfekcyjnymi
  - S 01 CA 11 – klobetazon w połączeniach z lekami przeciwinfekcyjnymi
  - S 01 CA 12 – loteprednol w połączeniach z lekami przeciwinfekcyjnymi
- S 01 CB – Połączenia kortykosteroidów, leków przeciwinfekcyjnych i leków rozszerzających źrenice
  - S 01 CB 01 – deksametazon
  - S 01 CB 02 – prednizolon
  - S 01 CB 03 – kortyzol
  - S 01 CB 04 – betametazon
  - S 01 CB 05 – fluorometolon
- S 01 CC – Niesteroidowe leki przeciwzapalne w połączeniach z lekami przeciwinfekcyjnymi
  - S 01 CC 01 – diklofenak w połączeniach z lekami przeciwinfekcyjnymi
  - S 01 CC 02 – indometacyna w połączeniach z lekami przeciwinfekcyjnymi

## S 01 E – Leki stosowane w jaskrze i zwężające źrenicę
- S 01 EA – Sympatykomimetyki stosowane w jaskrze
  - S 01 EA 01 – adrenalina
  - S 01 EA 02 – dipiwefryna
  - S 01 EA 03 – apraklonidyna
  - S 01 EA 04 – klonidyna
  - S 01 EA 05 – brymonidyna
  - S 01 EA 51 – adrenalina w połączeniach
- S 01 EB – Parasympatykomimetyki
  - S 01 EB 01 – pilokarpina
  - S 01 EB 02 – karbachol
  - S 01 EB 03 – ekotiopat
  - S 01 EB 04 – demekarium
  - S 01 EB 05 – fizostygmina
  - S 01 EB 06 – neostygmina
  - S 01 EB 07 – fluostygmina
  - S 01 EB 08 – aceklidyna
  - S 01 EB 09 – acetylocholina
  - S 01 EB 10 – paraokson
  - S 01 EB 51 – pilokarpina w połączeniach
  - S 01 EB 58 – aceklidyna w połączeniach
- S 01 EC – Inhibitory anhydrazy węglanowej
  - S 01 EC 01 – acetazolamid
  - S 01 EC 02 – diklofenamid
  - S 01 EC 03 – dorzolamid
  - S 01 EC 04 – brynzolamid
  - S 01 EC 05 – metazolamid
  - S 01 EC 54 – brynzolamid w połączeniach
- S 01 ED – Leki β-adrenolityczne
  - S 01 ED 01 – tymolol
  - S 01 ED 02 – betaksolol
  - S 01 ED 03 – lewobunolol
  - S 01 ED 04 – metypranolol
  - S 01 ED 05 – karteolol
  - S 01 ED 06 – befunolol
  - S 01 ED 51 – tymolol w połączeniach
  - S 01 ED 52 – betaksolol w połączeniach
  - S 01 ED 54 – metypranolol w połączeniach
  - S 01 ED 55 – karteolol w połączeniach
- S 01 EE – Analogi prostaglandyn
  - S 01 EE 01 – latanoprost
  - S 01 EE 02 – unoproston
  - S 01 EE 03 – bimatoprost
  - S 01 EE 04 – trawoprost
  - S 01 EE 05 – tafluprost
  - S 01 EE 06 – latanoprost bunod
  - S 01 EE 51 – latanoprost i netarsudyl
- S 01 EX – Inne
  - S 01 EX 01 – guanetydyna
  - S 01 EX 02 – dapiprazol
  - S 01 EX 05 – netarsudyl
  - S 01 EX 06 – omidenepag
  - S 01 EX 07 – rypasudyl

## S 01 F – Leki rozszerzające źrenicę
- S 01 FA – Preparaty przeciwcholinergiczne
  - S 01 FA 01 – atropina
  - S 01 FA 02 – skopolamina
  - S 01 FA 03 – metylskopolamina
  - S 01 FA 04 – cyklopentolat
  - S 01 FA 05 – homatropina
  - S 01 FA 06 – tropikamid
  - S 01 FA 54 – cyklopentolat w połączeniach
  - S 01 FA 56 – tropikamid w połączeniach
- S 01 FB – Preparaty sympatykomimetyczne (bez preparatów stosowanych w jaskrze)
  - S 01 FB 01 – fenylefryna
  - S 01 FB 02 – efedryna
  - S 01 FB 03 – ibopamina
  - S 01 FB 51 – fenylefryna i ketorolak

## S 01 G – Leki zmniejszające przekrwienie oraz przeciwalergiczne
- S 01 GA – Sympatykomimetyki stosowane jako leki zmniejszające przekrwienie
  - S 01 GA 01 – nafazolina
  - S 01 GA 02 – tetryzolina
  - S 01 GA 03 – ksylometazolina
  - S 01 GA 04 – oksymetazolina
  - S 01 GA 05 – fenylefryna
  - S 01 GA 06 – oksedryna
  - S 01 GA 07 – brymonidyna
  - S 01 GA 51 – nafazolina w połączeniach
  - S 01 GA 52 – tetryzolina w połączeniach
  - S 01 GA 53 – ksylometazolina w połączeniach
  - S 01 GA 55 – fenylefryna w połączeniach
  - S 01 GA 56 – oksedryna w połączeniach
- S 01 GX – Inne
  - S 01 GX 01 – kwas kromoglikanowy
  - S 01 GX 02 – lewokabastyna
  - S 01 GX 03 – kwas spaglumowy
  - S 01 GX 04 – nedokromil
  - S 01 GX 05 – lodoksamid
  - S 01 GX 06 – emedastyna
  - S 01 GX 07 – azelastyna
  - S 01 GX 08 – ketotifen
  - S 01 GX 09 – olopatadyna
  - S 01 GX 10 – epinastyna
  - S 01 GX 11 – alkaftadyna
  - S 01 GX 12 – cetyryzyna
  - S 01 GX 13 – bilastyna
  - S 01 GX 51 – kwas kromoglikanowy w połączeniach

## S 01 H – Środki znieczulające miejscowo
- S 01 HA – Środki do znieczulenia miejscowego
  - S 01 HA 01 – kokaina
  - S 01 HA 02 – oksybuprokaina
  - S 01 HA 03 – tetrakaina
  - S 01 HA 04 – proksymetakaina
  - S 01 HA 05 – prokaina
  - S 01 HA 06 – cynchokaina
  - S 01 HA 07 – lidokaina
  - S 01 HA 08 – chloroprokaina
  - S 01 HA 30 – połączenia

## S 01 J – Preparaty diagnostyczne
- S 01 JA – Środki barwiące
  - S 01 JA 01 – fluoresceina
  - S 01 JA 02 – róż bengalski sodu
  - S 01 JA 51 – fluoresceina w połączeniach
- S 01 JX – Inne

## S 01 K – Preparaty pomocnicze w chirurgii oka
- S 01 KA – Substancje lepkosprężyste
  - S 01 KA 01 – kwas hialuronowy
  - S 01 KA 02 – hypromeloza
  - S 01 KA 51 – kwas hialuronowy w połączeniach
- S 01 KX – Inne
  - S 01 KX 01 – chymotrypsyna
  - S 01 KX 02 – błękit trypanu

## S 01 L – Leki stosowane w leczeniu zaburzeń naczyniowych oka
- S 01 LA – Leki przeciwneowaskularyzacyjne
  - S 01 LA 01 – werteporfina
  - S 01 LA 02 – anekortaw
  - S 01 LA 03 – pegaptanib
  - S 01 LA 04 – ranibizumab
  - S 01 LA 05 – aflibercept
  - S 01 LA 06 – brolucyzumab
  - S 01 LA 07 – abicypar pegol
  - S 01 LA 08 – bewacyzumab
  - S 01 LA 09 – farycymab

## S 01 X – Pozostałe leki oftalmologiczne
- S 01 XA – Inne preparaty oftalmologiczne
  - S 01 XA 01 – gwajazulen
  - S 01 XA 02 – retinol
  - S 01 XA 03 – hipertoniczny roztwór chlorku sodu
  - S 01 XA 04 – jodek potasu
  - S 01 XA 05 – edetynian sodu (sól sodowa EDTA)
  - S 01 XA 06 – etylomorfina
  - S 01 XA 07 – ałun potasowy
  - S 01 XA 08 – acetylocysteina
  - S 01 XA 09 – jodoheparynat
  - S 01 XA 10 – inozyna
  - S 01 XA 11 – nandrolon
  - S 01 XA 12 – pantenol
  - S 01 XA 13 – alteplaza
  - S 01 XA 14 – heparyna
  - S 01 XA 15 – kwas askorbinowy
  - S 01 XA 18 – cyklosporyna
  - S 01 XA 19 – autogeniczne komórki macierzyste rąbka rogówki
  - S 01 XA 20 – sztuczne łzy i inne obojętne preparaty
  - S 01 XA 21 – cysteamina
  - S 01 XA 22 – okryplazmina
  - S 01 XA 23 – sirolimus
  - S 01 XA 24 – cenegermina
  - S 01 XA 25 – lifitegrast
  - S 01 XA 26 – ryboflawina
  - S 01 XA 27 – woretygen neparwowek
  - S 01 XA 28 – wareniklina
  - S 01 XA 29 – sepofarsen
  - S 01 XA 31 – pegcetakoplan